# Lista postaci Sagi Endera
Lista fikcyjnych postaci z powieściowego cyklu Saga Endera autorstwa amerykańskiego pisarza, Orsona Scotta Carda.

## Ender – Andrew Wiggin
Andrew Thomas Wiggin, zwany też Enderem Ksenobójcą i Mówcą Umarłych – postać fikcyjna, główny bohater Sagi Endera. Postać (jako Ender Wiggins) pojawiła się po raz pierwszy w opowiadaniu Gra Endera, opublikowanym w sierpniu 1977 r. przez Analog. Tekst, rozbudowany do rozmiaru powieści Gra Endera, ukazał się w 1985 r. i zdobył najważniejsze nagrody w literaturze fantastycznej, nagrodę Hugo oraz Nebulę, podobnie jak kontynuacja wydana rok później, Mówca umarłych.

## Rodzina Endera

### Rodzice Endera
John Paul Wiggin i Theresa Wiggin. Ojciec, emigrant z Polski, zanim przyjął nazwisko Wiggin nazywał się Jan Paweł Wieczorek. Katolik, siódmy z dziewięciorga dzieci. Matka, mormonka, urodziła się w Utah. Oboje rodzice ukrywali swoje pochodzenie i wyrzekli się (przynajmniej zewnętrznie) wiary, by zasymilować się ze społeczeństwem.

### Valentine Sophia Wiggin
Starsza siostra Endera – Andrew Wiggina, młodsza siostra przyszłego Hegemona – Petera Wiggina.
Podobnie jak reszta rodzeństwa jest wybitnie inteligentna i utalentowana, choć ma łagodniejszy charakter. Zmuszona przez Petera, pod pseudonimem Demostenes, zabiera głos w sprawach polityki ogólnoświatowej, początkowo wypełniając zalecenia ambitnego brata, potem, uwolniwszy się spod jego wpływu, kieruje ją na pożądane, z punktu widzenia dobra ludzkości, tory. Z czasem staje się najwybitniejszym i najbardziej wpływowym publicystą swoich czasów. Sprawuje także swoisty patronat nad swoim młodszym bratem. Podobnie jak Ender, korzystając z dobrodziejstw efektów relatywistycznych, żyje kilka tysięcy obiektywnych lat. Najpierw mieszka na planecie Trondheim, gdzie wychodzi za mąż i rodzi dzieci, w końcu osiada wraz z rodziną na Lusitanii, gdzie odgrywa ważną rolę w rozwiązaniu kryzysu związanego z konfliktem z Kongresem Międzyplanetarnym. Największa przyjaciółka i powierniczka Endera.
Jako socjolog jest autorką hierarchii obcości gatunków, dzielących wszelkie istoty we wszechświecie na:
- utlänningów (szw. obcokrajowiec, ludzi pochodzących z tej samej planety, ale innego kraju czy narodowości),
- främlingów (szw. nieznajomy, ludzi, ale pochodzących z innej planety),
- ramenów (szw. rama, istoty o innym niż ludzkie pochodzeniu, ale obdarzonych inteligencją i świadomością, z którymi możliwe jest wejście w relacje społeczne oraz wzajemne zrozumienie),
- varelse (szw. stworzenie, istoty, u których ze względu na zbyt wielkie różnice w pojmowaniu rzeczywistości nie jesteśmy w stanie się porozumieć, nawet jeśli dysponują intelektem oraz samoświadomością, a także zwierzęta).

### Peter Arkady Wiggin
Starszy brat Endera. Pojawia się w Grze Endera, Cieniu Hegemona, Teatrze cieni, Cieniu olbrzyma, Ksenocydzie i Dzieciach umysłu.
Peter jest jedyną postacią w serii, której dorastanie i przemiana – z okrutnego, psychopatycznego dziecka w charyzmatycznego przywódcę ludzkości – są tak dokładnie opisane.
W Grze Endera Peter przedstawiony jest jako ambitny i buntowniczy brat Endera. Dowódcy Szkoły Bojowej uznają go za zbyt agresywnego i skreślają z listy kandydatów, przyjmując jego młodszego brata. W kolejnych częściach sagi wychodzi na jaw, iż to nie zbytnia agresja stanowiła przeszkodę w przyjęciu Petera do Szkoły Bojowej, ale brak umiejętności i cech przywódczych, które są niezbędne w roli dowódcy. W domu rodzinnym znęca się nad rodzeństwem- Enderem i Valentine, które biernie poddaje się atakom. W późniejszych częściach sagi okrucieństwo Petera w stosunku do rodzeństwa wytłumaczone jest dwojako: on nie został przyjęty do Szkoły Bojowej, a jego brat tak, a w dodatku jego brat był bliżej związany z Valentine. Peter przyznaje się, że na swój sposób kochał małego Endera i wpadał w szał, kiedy ten poświęcał mu mniej uwagi niż siostrze.
Po wstąpieniu Endera do Szkoły Bojowej, rodzina Wigginów przeprowadza się do Karoliny Północnej. Jednak przeprowadzka nie wpływa pozytywnie na Petera. Wręcz przeciwnie- uwypukla jego okrucieństwo: Valentine znajduje w lesie oskalpowane wiewiórki.
Peter jest najbardziej ambitny z rodzeństwa, co w końcu pozwala mu osiągnąć rzeczy na miarę swojego brata, Endera. Jednoczy ludzkość i wprowadza pokój na świecie metodami okrutnymi, ambitnymi i buntowniczymi.
W wieku dwunastu lat, Peter przekonuje siostrę do korzystania z internetowych tożsamości swoich rodziców, a w końcu do wykreowania anonimowych osobowości – Locke i Demostenesa, które w formie blogów publikują swoje przemyślenia. Demostenes, w którego wciela się Valentine, jest demagogiem wzniecającym wrogość w stosunku do Drugiego Paktu Warszawskiego, zwłaszcza Rosji. Locke przyjmuje bardziej ustatkowaną i myślicielską pozę, wzywając do porozumienia między narodami.
Każdy z mówców powoli zdobywa popularność i zwolenników, przez kilka lat wpływając na wydarzenia na świecie. Po zakończeniu wojny robali, problem wojny na ziemi zostaje rozwiązany przez traktat Locke.
Po zakończeniu wojny, Peter wysyła swojego brata na pierwszą ludzką kolonię. Valentine, spędziwszy wiele lat u boku okrutnego brata, udaje się w podróż razem z Enderem.
W Cieniu Hegemona Groszek, przeciwnik Petera (głównie z powodu jego nie bycia Enderem), w końcu do niego dołącza, kiedy Achilles de Flandres porywa członków drużyny Endera. Groszek rozwiązuje zagadkę z wiadomością od jednej z porwanych osób.
Siostra Carlotta i Groszek przekonują Petera, że jego droga do władzy wymaga całkowitej dekonspiracji i ujawnienia osoby stojącej za Lockiem, i zrezygnowania z pozycji Hegemona ze względu na zbyt młody wiek. Peterowi nie podoba się ten pomysł, ale zdaje sobie sprawę z tego, że jego przeciwnik Achilles może go ubiec w dekonspiracji lub nawet zabić. Peter używa swoich wpływów, aby przekazać dowództwo nad wojskami Tajlandii w ręce Groszka, który widzi ten kraj jako cel przyszłego ataku Indii pod władzą Achillesa.
Tymczasem Peter zajmuje się doradztwem na Haiti, ujawniając swoje zdolności przywódcze. Wydarzenia podczas pobytu Groszka w Tajlandii, sposób prowadzenia wojny przez Indie i informacje od kontaktów Petera ujawniają, iż prawdziwym celem Achillesa jest stworzenie imperium Chińskiego poprzez zdradzenie zarówno Indii, jak i Tajlandii. Peter ujawnia plany wojenne Chin tuż przed tym, kiedy Groszek ratuje grupę absolwentów szkoły bojowej z Indii. Działania Petera przyspieszają zdradę Chin. Indie i Tajlandia są tak wycieńczone wzajemną wojną, że Chiny prawie bezkrwawo przejmują władzę. Nowe podboje Chin przerażają resztę świata, w efekcie czego Peter zostaje ogłoszony nowym Hegemonem w celu utrzymania pokoju. Peter uważa się za jedyną osobę zdolną do utrzymania pokoju na świecie. Jednak w Teatrze cieni zaprasza Achillesa do współpracy, obojętny na zagrożenia z jego strony. W poprzedniej części sagi, Peter ujawnia psychopatyczną przeszłość Achillesa. Ten zaś mści się na Hegemonie, zmuszając go do ucieczki w kosmos.
W Cieniu Olbrzyma powraca kwestia jednoczenia świata przez Petera. Tworzy on Wolnych Ludzi Ziemi, organizację zrzeszającą państwa na całej ziemi. Zaczyna nie bez problemów, ale zyskuje coraz więcej członków, kiedy Groszek zaczyna pokonywać armie przeciwników. Na samym końcu historii jedynie Stany Zjednoczone nie wstąpiły do organizacji. Peter pomaga żonie Groszka, Petrze Arkanian, wychowywać dzieci i w końcu się pobierają.
Podróż kosmiczna Endera i Valentine trwa 50 lat ziemskich. Do tego czasu Peter jednoczy świat jako Hegemon i podupada na zdrowiu. Komunikuje się z bratem przez ansibl i opowiada o wszystkim, czego dokonał. Przeprasza też Endera za swoje zachowanie i uzyskuje przebaczenie. Ender mówi: „Wydaje mi się, że mogę o tym napisać”. Na podstawie tych rozmów, Ender pisze Hegemona, którego wydaje po śmierci Petera pod pseudonimem „Mówca umarłych”. Największą ironią jest fakt, że to Ender został zapamiętany jako okrutny niszczyciel, a Peter jako humanistyczny zbawiciel świata.
W Ksenocydzie, podczas eksperymentalnej wycieczki „na zewnątrz”, Ender przez przypadek dzieli swoją aiuę na trzy części: siebie, młodą Valentine i młodego Petera. Młody Peter jest karykaturalnym przedstawieniem wspomnień Endera: jest zły, sadystyczny i arogancki.
Fragmenty władzy Petera jako Hegemona są także przedstawione w Ksenocydzie. Na przykład organizacja Wolni Ludzie Ziemi zostaje zastąpiona przez Kongres Międzyplanetarny.
W Dzieciach umysłu, młody Peter podróżuje po Stu Światach z Si Wang-Mu za pomocą eksperymentalnego statku do podróży ponadświetlnych. Mają za zadanie przekonać jak najwięcej przywódców do odwołania Floty Ewakuacyjnej. W wyniku zabiegów Petera, Flota otrzymuje zakaz odpalenia Małego Doktora, broni mającej zniszczyć Lusitanię. W trakcie tych działań Ender umiera, a jego aiua przemieszcza się do Petera. Na końcu historii, młody Peter zakochuje się i poślubia Wang-Mu.

## Inni ludzie

### Szkoła Bojowa

#### Oficerowie
Pułkownik Hyrum Graff, Mazer Rackham, Major Anderson, Admirał Chamrajnagar.

#### Kadeci
Groszek, Alai, Petra Arkanian, Dink Meeker, Carn Carby, Fly Molo, Han Tzu, Bonzo Madrid, Szalony Tom, Shen, Vlad, Achilles de Flandres, Suriyawong, Virlomi, Bernard, Nikolai Delphiki, Ross de Nos, Pol Slattery, Zeck Morgan.

### Społeczność Lusitanii
Pipo, Libo, Conceição, Bruxinha, Ouanda, Gusto, Cida, Novinha, Marcão, Miro, Ela, Quim, Olhado, Quara, Grego, Bosquinha, Peregrino, Dom Cristão, Dona Cristã.

### Społeczność Świata Drogi
Han Fei-tzu, Han Jiang-qing, Han Qing-jao, Si Wang-mu.

### Społeczność planety Szekspir
Alessandra Toscano, Sel Menach, Vitaly Denisovitch Kolmogorov, Ix Tolo, Po, Abra, Quincy Morgan.

### Społeczność planety Genges
Randall Firth, Virlomi.

### Społeczność planety Trondheim
Jakt, Syfte, Ro, Varsam, Plikt.

### Inni
Stilson, Siostra Carlotta, Victor Delgado, Benedetto.

## Jane
Bezcielesna inteligentna istota, sztuczna inteligencja, występująca w cyklu utworów o Enderze. Została powołana do życia przez królowe robali, które w ten sposób starały się dotrzeć do umysłu Endera i ocalić swój gatunek. Jane jest istotą niematerialną, żyjącą w sieci filot – fikcyjnych najmniejszych elementów składowych materii, dzięki którym mogą działać ansible. Dzięki temu wie o wszystkim co jest podłączone do sieci i może wywierać na to wpływ. Jane, mimo iż bezcielesna i sztucznie powołana do życia, jest tu przedstawiona jako jedyna przedstawicielka czwartego inteligentnego gatunku we wszechświecie.
Jane chronologicznie pojawia się po raz pierwszy w opowiadaniu Doradca inwestycyjny (1999), ujawniając się Enderowi jako złożony program komputerowy podczas podroży po wszechświecie. Pełnoprawną bohaterką staje się w następnych powieściach: Mówca umarłych, Ksenocyd i Dzieci umysłu, kiedy to wyłącznie dzięki jej umiejętnościom ludzie zdobywają zdolność natychmiastowego przemieszczania się w przestrzeni oraz znajdują nieinwazyjne lekarstwo na descoladę.
Na zlecenie Kongresu Międzyplanetarnego, Han Qing-jao ma przeanalizować sytuację zaginięcia i braku kontaktu z flotą wojenną wysłaną na planetę prosiaczków. Qing-jao odkrywa tożsamość Jane i wymyśla, że sposobem na jej zniszczenie będzie wyłączenie i blokada wszystkich ansibli.
Fizycznie prezentuje się jedynie na ekranach monitorów, przybierając postać młodej dziewczyny. Komunikuje się z ludźmi (początkowo tylko z Enderem, potem także z Miro) za pomocą kolczyka w uchu. W ostatniej części cyklu Jane przybiera ciało młodej Valentine.

## Pequeninos
Pequeninos, Prosiaczki (port. mali, ang. piggies, pol. prosiaczki) – fikcyjny gatunek obcej cywilizacji mieszkający na fikcyjnej planecie Lusitania, przedstawiony w serii Gra Endera. Pierwszy raz pojawiają się w Mówcy umarłych. Pequeninos opisani są jako prymitywna cywilizacja żyjąca w lasach, cechująca się błyskotliwością i umiejętnością szybkiej nauki języków obcych. Przezwisko prosiaczki otrzymali od kolonistów z powodu ich podobieństwa do świń.

### Historia
Pequeninos zostali odkryci na Lusitanii w 1886 roku po założeniu Kongresu Międzyplanetarnego (około 3066 lat po ksenocydzie Endera, około 5250 roku). Odkrycia dokonała grupa portugalskich katolickich kolonistów. Spotkanie z pequeninos to drugi kontakt między ludźmi a inną, obcą, inteligentną cywilizacją. Mając na uwadze efekty spotkania z Robalami, Kongres Międzyplanetarny wprowadził surowe zasady kontaktu między ludźmi a pequeninos – jeżeli pojawiłby się jakikolwiek problem to z wyniku zbyt odległego kontaktu, a nie ze zbyt bliskiego.
Oczywiście utrzymanie pequeninos w niewiedzy o istnieniu ludzi było niemożliwe, wprowadzono inne ograniczenia. Mała ludzka kolonia Milagre (port. „Cud”) została całkowicie otoczona siatką wywołującą ból w przypadku próby jej przekroczenia z obu stron. Pozwolenie na przekroczenie siatki miał jedynie naukowiec studiujący pequeninos i jego asystent. Naukowcy nie mogli zadawać żadnych pytań pequeninos ani odpowiadać na te ich pytania, które dotyczyły ludzi. Zakaz obejmował także zaznajamianie pequeninos z urządzeniami ludzkiej produkcji z wyjątkiem ubrań noszonych przez naukowców.
Wszystkie te przepisy nie uchroniły jednak pequeninos przed kontaktem z ludzką cywilizacją. Plemię mieszkające najbliżej siatki zakradało się do ludzkiej kolonii, przechodząc przez ogrodzenie po przeżuciu hamującego odczuwanie bólu zioła. Niechętnie z początku, Libo i jego asystenci, nauczyli pequeninos korzystania ze strzał i narzędzi ulepszających uprawę roli. W końcu nawet modyfikowali wybrane ludzkie rośliny aby były bardziej przydatne pequeninos. Bariera powstrzymująca kontakt kulturowy także opadła, kiedy Miro i Ouanda przekazali pequeninos drukowane egzemplarze Królowej Kopca i Hegemona, a także Ewangelii św. Jana.
W relacjach między ludźmi a pequeninos są dwie czarne daty: zabójstwo pierwszego ksenologa Pipo Figueiry i siedemnaście lat później jego syna, Libo Figueiry. W obu przypadkach naukowcy zostali poproszeni o przeniesienie pequeninos, Mandachuvy i Liściojada, do trzeciego życia, aby uczcić ich dokonania. Nie rozumiejąc cyklu dojrzewania pequeninos, w obu przypadkach naukowcy odmówili, świadomie poświęcając swoje życie. Pequeninos, także nie rozumiejąc natury ludzkiego życia, zabili naukowców w przekonaniu, iż przenoszą ich do trzeciego życia.
Historia pequeninos uległa drastycznej zmianie w momencie przybycia Endera Wiggina na Lusitanię. Ender poszukiwał wówczas odpowiedniej planety, aby umożliwić rozwój ostatniej zachowanej Królowej Kopca. Towarzyszka podróży Endera, Jane, istota posiadająca sztuczną inteligencję, wyjawiła Kongresowi Międzyplanetarnemu wszystkie odstępstwa od ustalonych zasad kontaktu z pequeninos, w efekcie czego została podjęta decyzja o likwidacji kolonii. Mieszkańcy Lusitanii zbuntowali się przeciwko rozkazom i zerwali kontakt z Kongresem Międzyplanetarnym, wyłączyli siatkę i podpisali traktat z pequeninos.
Traktat został podpisany atramentem i przypieczętowany krwią pequenino zwanego „Człowiek”, którego Ender przeniósł do trzeciego życia. Zgodnie z traktatem, tylko ten jeden raz człowiek mógł pomóc w rytuale. Po podpisaniu traktatu, Ender Wiggin napisał Życie Człowieka, trzecią część swoich opowieści.

### Fizjologia
W książce Mówca umarłych przedstawiona jest swoista wyjątkowość w rozmnażaniu tego gatunku, polegająca głównie na znaczącej różnicy między płciami, związanej z nietypową symbiozą roślinno-zwierzęcą na Lusitanii. W wyniku działania wirusa Descolada cała biosfera Lusitanii uległa zmianie, a u pequeninos doszło nawet do przekształcania się ze zwierzęcia do rośliny w kolejnych cyklach dojrzałości.
Do zapładniania samic dochodzi już podczas ich nieświadomego dzieciństwa. Nazywane są małymi matkami. Nie mają wykształconych dróg rodnych, więc umierają podczas porodu. Zarodki pequeninos zdobywają energię konieczną do rozwoju poprzez wyjadanie sobie drogi z ciał matek. Cały proces zachodzi w miejscu narodzin, czyli drzewie-matce każdego plemienia pequeninos. Po narodzinach, pequeninos przechodzą przez „pierwsze życie” („życie w ciemnościach”) odbywające się całkowicie we wnętrzu drzewa-matki. Większość żeńskich potomków umiera przed końcem tego etapu rozwoju. Jednakże mała ilość bezpłodnych samic, którym uda się przetrwać, zostaje wybrana na Żony, zwierzchniczki plemienia. Kiedy pojawia się potrzeba posiadania nowego drzewa-matki, na przykład kiedy plemię przemieszcza się do nowego lasu, jedna z Żon przechodzi proces podobny do tego wytwarzającego drzewo-ojca.
Męscy potomkowie przechodzą do „drugiego życia” („życia w półświetle”) i opuszczają drzewo-matkę, wreszcie wchodząc w kontakt ze światem zewnętrznym. W tym życiu, samce nazywani są Braćmi. Współzawodniczą o status w plemieniu zajmując się polowaniami i prowadzeniem wojen z innymi plemionami. Jednym z dowodów uznania zasług samca jest wyznaczenie mu obowiązku przeniesienia małych matek do i z drzewa-ojca. W drugim życiu pequeninos najbardziej przypominają ludzi z wyglądu i zachowania.
Samce pequeninos uzyskują zdolność do rozpłodu dopiero w „trzecim życiu” („życiu w świetle”). Wejście w ten etap rozwoju zarezerwowane jest wyłącznie dla samców o najwyższym statusie społecznym. Decyzja o zasadzeniu drzewa-ojca podejmowana jest przez Żony. Samiec, który dostąpił tego zaszczytu, dobrowolnie poddaje się rytualnej sekcji dokonywanej przez innego Brata. Poprzez szczegółowy proces wycinania organów, przenosi swoją świadomość do drzewa, które wyrasta z jego martwego ciała.
Drzewa-ojcowie wyglądają tak samo jak zwykłe drzewa, jednak mają możliwość wykonywania ograniczonej liczby ruchów, która pozwala im komunikować się z plemieniem; jest to język ojców, składający się z rytmicznego uderzania patyczkami w pień Drzewa-ojca. Drzewa-ojcowie potrafią także porozumiewać się poprzez połączenia filotyczne. Nazwa „życie w świetle” odnosi się właśnie do bezpośredniego dostępu do sieci filotycznej.
Jeżeli samiec pequeninos umrze bez przeprowadzenia odpowiednich rytuałów zostaje drzewem-bratem, nieposiadającym pełnej świadomości. Od drzew-braci plemię otrzymuje drewno potrzebne do budowy domów i narzędzi. Za pomocą języka ojców, plemię dokładnie opisuje jakich narzędzi potrzebuje.

### Ważni pequeninos
- Rooter (Korzeniak) – jeden z pierwszych pequeninos przedstawionych w książkach, Rooter był najbardziej dociekliwym pequeninos. Między nim a Libo narodziła się silna więź.
- Mandachuva – kiedy Pipo Figueira odkrył różnicę w działaniu Descolady na ludziach i pequeninos, podzielił się z nimi informacjami. Mandachuva przekazał wieści Żonom wraz z wnioskiem, iż ludzie nie są wszechmocni i niepokonani, i że w pewnych aspektach pequeninos są silniejsi niż ludzie. Mandachuva otrzymał zaszczyt przejścia do trzeciego życia, jednak Pipo odmówił wykonania krwawego rytuału, tym samym przejmując ten zaszczyt. Mandachuva i pozostali pequeninos byli przekonani o tym, iż nagradzają Pipo za jego osiągnięcia.
- Leaf-eater (Liściojad) – siedemnaście lat po śmierci Pipo, jego syn i nowy ksenolog- Libo Figueira, dzieli los ojca. Leaf-eater przekonał Żony, aby zwiększyły liczbę zapłodnionych małych matek, a później namówił Libo do pomocy z falą głodu. Po pierwszych wielkich zbiorach, Libo został poproszony o uhonorowanie Leaf-eatera poprzez przeniesienie go do trzeciego życia. Podobnie jak ojciec, odmówił, myśląc, że ratuje życie pequeninos.
- Człowiek – jeden z synów Rootera. Otrzymał możliwość przejścia do trzeciego życia z rąk Endera, który podobnie jak Pipo i Libo przeżywał moralny aspekt rytuału, jednak w końcu zgodził się go przeprowadzić. Wkrótce Ender napisał „Życie Człowieka” ku pamięci swojego przyjaciela.
- Warmaker (Podżegacz) – przekonał jedno z plemion pequeninos, że Descolada jest formą Ducha Świętego i została zesłana przez Jezusa Chrystusa, dlatego misją pequeninos jest rozprzestrzeniać ją na wszystkie światy. Plemię porwało i torturowało Ojca Estevão, pasierba Endera, wystawiając go na działanie wirusa. To wydarzenie wywołało masakrę pequeninos przez ludzkich mieszkańców Lusitanii.
- Planter (Sadownik) – kiedy dowiedział się, jak znacznie Descolada wpłynęła na życie pequeninos, z ogromnym uporem dążył do przeprowadzenia eksperymentu, w którym zostanie pozbawiony Descolady do momentu śmierci, udowadniając tym samym, iż inteligencja pequeninos nie pochodzi od wirusa.
- Glass (Szkło) – poddał się eksperymentowi podobnemu do tego, w którym zmarł Planter, jednak otrzymał lekarstwo – nowo wytworzony wirus Recolada.
- Fire-quencher (Gasiogień) – reprezentant pequenino podróżujący do planety Descoladerów razem z Miro, Val i innymi w „Dzieciach umysłu”

## Formidzi
Robale (ang. Buggers) – fikcyjna rasa owadopodobnych obcych, z którymi ludzkość toczy śmiertelną wojnę w cyklu książek o Enderze. Potem, po zmianie stosunku Ziemian do wytępionych wrogów, używano nazwy Formidzi (Formics).
Robale tworzą kolonie zorganizowane na wzór owadów prowadzących społeczności kastowe, którymi rządzi Królowa, a trutnie (jednostki) nie posiadają niezależnej i samodzielnej świadomości. Śmierć Królowej pociąga za sobą zagładę całej kolonii, która staje się pozbawiona inteligencji, natomiast śmierć trutnia jest nieistotnym wydarzeniem, porównywalnym z obcięciem paznokci przez człowieka. Królowa komunikuje się z trutniami natychmiastowo, bez względu na dzielącą je odległość, korzystając z sieci filotycznej (zobacz ansibl). Kolonie robali najczęściej zamieszkują pod ziemią.
Konflikt robali z ludzkością rozpoczyna się od przypadkowego kontaktu, zakończonego śmiercią ludzi. Dla Ziemian oznacza to wojnę, natomiast dla Formidów nic nie znaczący incydent, jako że w ich społeczeństwie zniszczenie trutni nie wiąże się z żadną stratą. Toteż późniejszą wojnę interpretują jako agresję Ziemian. Gdy Królowa Kopca, najwyższa przywódczyni robali, zdaje sobie sprawę z odmienności ludzi, natychmiast zaprzestaje ataków. Niestety, odmienne gatunki nie są w stanie porozumieć się i ludzie nie zauważają tego, natomiast całkowicie eksterminują wrogi gatunek, czego dokonuje flota, kierowana przez Endera.
Królowa Kopca przewidując własną zagładę wykorzystuje wykradzione wspomnienia Endera z gry komputerowej Napój Olbrzyma i na ich podstawie buduje struktury będące wiadomością o miejscu ukrycia ostatniego ocalałego kokonu z nową królową kopca. Ender porozumiewa się z Królową w kokonie poprzez jej zdolności telepatii. Po skończeniu wojny pod pseudonimem Mówca Umarłych w wyniku rozmów z królową kopca i zrozumieniem motywów Formidów opowiada ludziom prawdę o nich w książce Królowa kopca, czym wpływa na zmianę nastawiania ludzi do robali, a na siebie ściąga miano Ksenobójcy – eksterminatora całego gatunku. Niechcący staje się przy okazji twórcą nowej religii. Po latach, na Lusitanii, znajduje wreszcie odpowiednie warunki dla założenia odrodzonej kolonii Formidów, gdzie – za zgodą i na prośbę pequeninos – składa kokon z królową.